# Danilo Dončić
Danilo Dončić (Servisch: Данило Дончић) (Vranje, 20 augustus 1969 – Sofia, april of mei 2024) was een Servisch voetbalcoach en voetballer.

## Loopbaan als speler
In de jeugd speelde hij voor FK Beograd. Hij speelde bij verschillende voetbalploegen maar had het meeste succes, als aanvaller in de hoogste afdeling in Malta, waar hij onder meer speelde voor Valletta FC en Sliema Wanderers. Hij werd topschutter in het seizoen 1996/97, 2001/02, 2002/03, 2003/04. Hij speelde in Malta 196 wedstrijden waar hij 151 doelpunten scoorde. 

## Loopbaan als trainer
Na het afsluiten van zijn actieve carrière als voetballer begon hij in 2006 als trainer van San Ġwann, een voetbalploeg uit Malta. In 2008 kreeg hij een aanbod om als assistent van Dragan Okuka naar Lokomotiv Sofia te komen waar hij twee seizoen bleef. Na een omzwerving bij Kavala als assistent kreeg hij in 2011 de kans om opnieuw, in Malta, hoofdtrainer te worden bij Sliema Wanderers. Na een omweg bij Al-Najma in Bahrein en Ethnikos Achnas in Griekenland keerde hij terug naar Malta. Van 2017 tot en met 2019 was hij trainer bij Valletta FC waar hij in het seizoen 2017/18 kampioen van Malta werd en de nationale beker won. Hij keerde kortstondig terug bij Valletta in 2022. 
Het levenloze lichaam van Dončić werd op 2 mei 2024 in zijn appartement in Sofia gevonden, een week nadat hij was opgestapt bij Lokomotiv Sofia. Hij was 54 jaar oud.